# Free Fire
Free Fire és una pel·lícula d'acció de comèdia negra britànica del 2016 dirigida per Ben Wheatley, a partir d'un guió de Wheatley i Amy Jump. És protagonitzada per Sharlto Copley, Armie Hammer, Brie Larson, Cillian Murphy, Jack Reynor, Babou Ceesay, Enzo Cilenti, Sam Riley, Michael Smiley i Noah Taylor.
La pel·lícula es va estrenar al Festival Internacional de Cinema de Toronto el 8 de setembre de 2016, i també va ser el tancament del BFI London Film Festival de 2016 el 16 d'octubre. La pel·lícula es va estrenar al Regne Unit el 31 de març de 2017 per StudioCanal UK i als Estats Units el 21 d'abril de 2017 per A24. Ha estat subtitulada al català.

## Repartiment
- Cillian Murphy com a Chris
- Armie Hammer com a Ord
- Brie Larson com a Justine
- Sharlto Copley com a Vernon
- Jack Reynor com a Harry
- Babou Ceesay com a Martin
- Enzo Cilenti com a Bernie
- Sam Riley com a Stevo
- Michael Smiley com a Frank
- Noah Taylor com a Gordon
- Patrick Bergin com a Howie
- Tom Davis com a Leary
- Mark Monero com a Jimmy

## Producció
L'octubre de 2014, Olivia Wilde, Luke Evans, Armie Hammer, Cillian Murphy i Michael Smiley es van unir al repartiment de la pel·lícula, amb Ben Wheatley per dirigir a partir d'un guió que va escriure amb Amy Jump. L'abril de 2015, Brie Larson va substituir a Wilde, que va haver d'abandonar a causa d'un conflicte d'horaris.

### Rodatge
El rodatge de la pel·lícula va començar el 8 de juny de 2015 a Brighton, East Sussex. La producció va concloure el 17 de juliol de 2015.
La major part de la pel·lícula es va rodar a l'antiga sala d'impressió del diari The Argus a Hollingbury, Brighton. Les escenes del moll es van filmar al port de Shoreham.